# Antoonops bouaflensis
Antoonops bouaflensis là một loài nhện trong họ Oonopidae.
Loài này thuộc chi Antoonops. Antoonops bouaflensis được miêu tả năm 2008 bởi Fannes & Jocqué.